# Lunnsjön, Hälsingland
Lunnsjön är en sjö i Nordanstigs kommun i Hälsingland och ingår i Gnarpsåns huvudavrinningsområde. Sjön är 6 meter djup, har en yta på 1,27 kvadratkilometer och befinner sig 42 meter över havet. Sjön avvattnas av vattendraget Lunnsjöbäcken.

## Delavrinningsområde
Lunnsjön ingår i det delavrinningsområde (687977-157945) som SMHI kallar för Utloppet av Lunnsjön. Medelhöjden är 58 meter över havet och ytan är 7,61 kvadratkilometer. Det finns inga avrinningsområden uppströms utan avrinningsområdet är högsta punkten. Lunnsjöbäcken som avvattnar avrinningsområdet har biflödesordning 2, vilket innebär att vattnet flödar genom totalt 2 vattendrag innan det når havet efter 5,9 kilometer. Avrinningsområdet består mestadels av skog (74 procent). Avrinningsområdet har 1,27 kvadratkilometer vattenytor vilket ger det en sjöprocent på 16,6 procent.